# Stefan Stabenow
Stefan Stabenow (* 30. Oktober 1971 in Ingolstadt) ist ein deutscher Filmeditor.

## Leben und Wirken
Nachdem Stefan Stabenow ein Praktikum im Kopierwerk der Bavaria Film AG verrichtet hat, studierte er von 1995 bis 2001 Kamera und Regie an der Staatlichen Hochschule für Film, Fernsehen und Theater Łódź in Polen. Des Weiteren arbeitete Stefan Stabenow als Autor, er schrieb unter anderem am Drehbuch zum Spielfilm Fata Morgana mit. Zudem war er auch als Standfotograf und TV camera operator tätig.
Seit 2003 arbeitet Stefan Stabenow im Bereich Filmschnitt als freischaffender Editor.
2011 wurde er beim Kölner Montageforum FilmPlus für den Schnitt-Preis in der Kategorie Spielfilm für Unter dir die Stadt nominiert. 2013 folgte eine entsprechende Nominierung für Local Heroes.
Er lebt in Berlin.

## Filmografie (Auswahl)
- 2005: Falscher Bekenner
- 2005: Schläfer
- 2006: Uwe Johnson sieht fern (Fernsehdokumentation)
- 2007: Karger
- 2007: Fata Morgana – Drehbuch und Schnitt
- 2007: Gegenüber
- 2008: Marriages are Made in Heaven (Dokumentarfilm)
- 2009: Polar
- 2009: Die wundersame Welt der Waschkraft (Dokumentarfilm)
- 2009: Die Liebe der Kinder
- 2010: Unter dir die Stadt
- 2011: Dreileben – Eine Minute Dunkel
- 2011: Peak – Über allen Gipfeln
- 2012: Local Heroes
- 2012: Sieniawka
- 2012: Die langen hellen Tage
- 2014: Spieler
- 2014: Lichtjahre
- 2014: I Want To See The Manager
- 2014: Die Lügen der Sieger
- 2014: Worst Case Scenario
- 2015: Babai
- 2017: Gutland
- 2017: Meine glückliche Familie
- 2018: Wintermärchen
- 2018: Unser Kind
- 2019: Wir wären andere Menschen (Fernsehfilm)
- 2019: Derë e hapur
- 2021: Wer wir waren
- 2021: Töchter
- 2022: Spreewaldkrimi: Die siebte Person
- 2022: Das Licht in einem dunklen Haus
- 2023: Bis ans Ende der Nacht
- 2023: Die Tagebücher von Adam und Eva